# Springer Science+Business Media
Springer Science+Business Media (vroeger Springer-Verlag, kortweg Springer) is een internationale uitgever van boeken en tijdschriften.  Springer heeft vestigingen in Berlijn, Heidelberg, Dordrecht, New York en Houten.
Het van oorsprong Duitse bedrijf is een belangrijke uitgever van wetenschappelijke tijdschriften en wetenschappelijke boeken. Met 2000 tijdschriften en 6500 nieuwe boeken per jaar is het de op een na grootste uitgever van wetenschappelijke tijdschriften in de wereld, na het Nederlandse bedrijf Elsevier.